# Audley End House

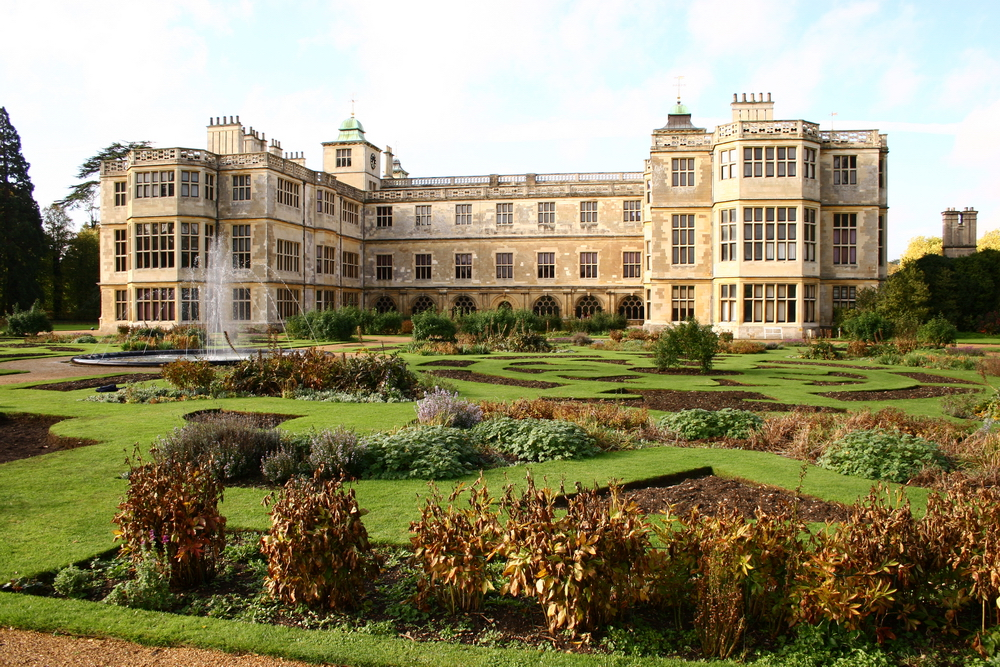
Audley End House, fachada do jardim

Audley End House é um grande paláco rural britânico de inícios do século XVII. Fica situado à saída de Saffron Walden, Essex, a Sul de Cambridge. Constitui um dos melhores exemplos da época Jacobiana (referente ao rei Jaime I), na Inglaterra. Audley End House tem actualmente um terço do seu tamanho original, mas ainda se mantém muito grande, com vários pontos de interesse na sua arquitectura e variadas colecções. Está, actualmente, na posse do English Heritage.

## História
Audley End foi antigamente o local de um mosteiro dos Beneditinos, concedido a Sir Thomas Audley em 1538, por Henrique VIII. Foi, por ele, convertido em habitação, conhecida como Audley Inn. Esta casa foi mais tarde demolida pelo seu neto, Thomas Howard, 1º Conde de Suffolk e Lorde Tesoureiro, e no seu lugar construido um edificio maior, principalmente para recreio do rei Jaime I.
A organização do palácio reflete as rotinas do rei e da rainha, cada um possuindo as suas próprias suites. Thomas Howard terá alegadamente dito ao rei Jaime I que havia gasto 200.000 libras na criação deste palácio, e talvez o rei tenha, inconscientemente, contribuido. Em  1619, Thomas e a sua esposa foram acusados de fraude e enviados para a Torre de Londres. De qualquer forma, uma grande multa assegurou a sua libertação, mas Howard morreu em desgraça, em Audley End, no ano de 1626.
Nesta época, a casa tinha a escala de um verdadeiro palácio real, e rapidamente se tornou um depois de o rei Carlos II o comprar em 1668,por 50.000 libras, para ser usada como residência durante as corridas em Newmarket. Voltou para os Suffolks em  1701.

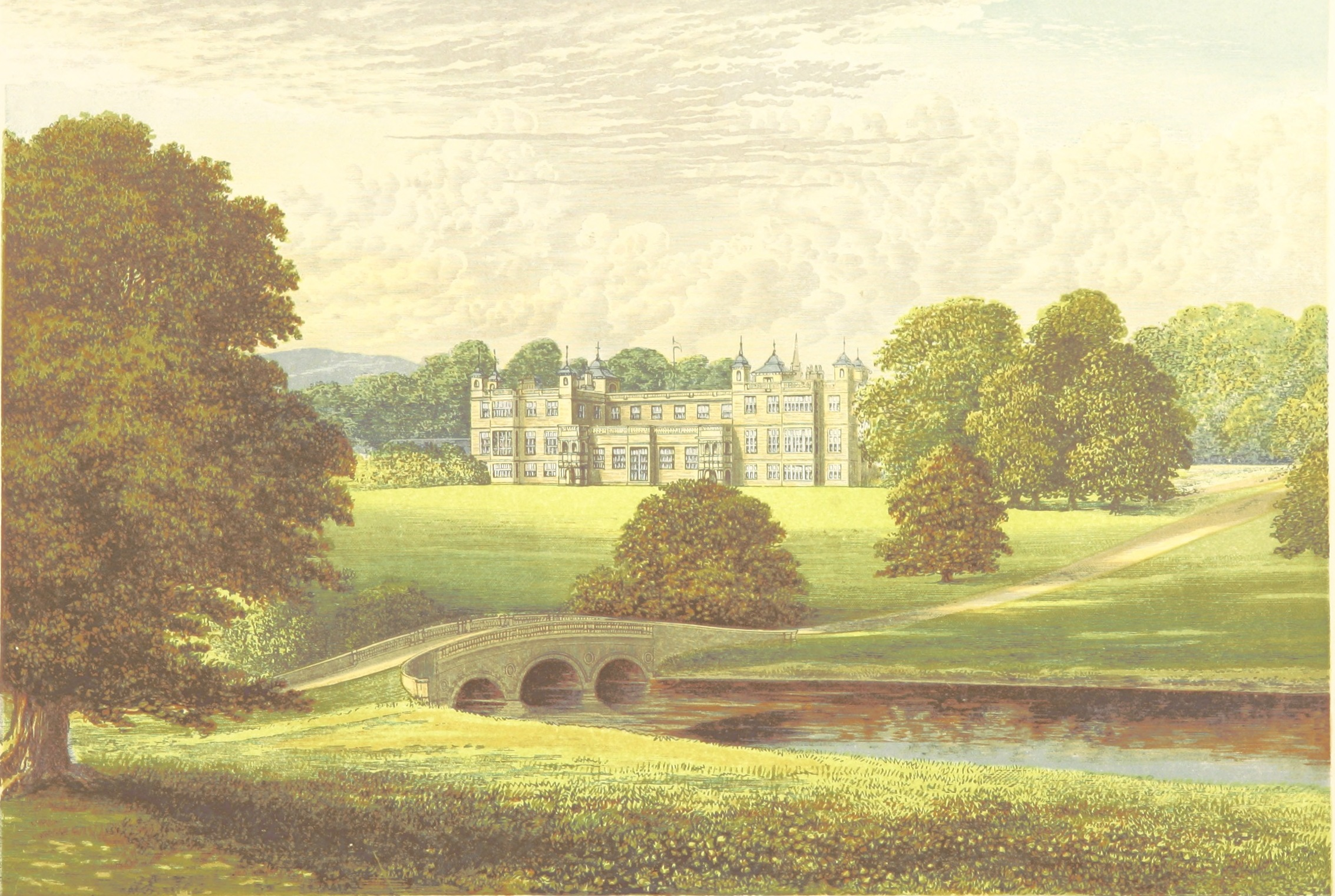
Audley End House em 1880

No século seguinte, o edificio foi gradualmente demolido, até que ficou reduzido ao seu actual tamanho. De qualquer forma, a estrutura principal mantém-se pouco alterada desde que a entrada foi demolida em 1708 e a ala Este em 1753. Algumas salas têm sido substancialmente remodeladas, especialmente o gigantesco hall.
Sir John Griffin Whitwe, 4º Barão Howard de Walden, mais tarde Barão Howard de Walden e primeiro Barão Braybrooke, introduziu alterações profundas antes de morrer em 1797. Em 1762, Sir Griffin contratou Capability Brown para ajardinar o parque, e Robert Adam para desenhar uma nova sala de recepções no piso térreo, o qual ele construiu ao estilo do século XVII, com uma grandeza formal. A Grande Sala-de-Estar tornou-se problemática, pois tinha que ser a maior sala para receber convidados, mas possuia um tecto muito baixo e isso era considerado muito indesejável naquela época. Robert Adam resolveu o problema, em grande parte, fazendo a mobilia  solved the problem to a large extent by making the furniture excepcionalmente pequena, e rebaixando o rodapé. O seu desenho da Pequena Sala-de-Estar, para as damas, foi excessivamente bizarra, baseada no estilo da Roma Antiga, e Lady Griffin tinha dificuldade em mover-se entre as colunas quando vestida com os seus trajos de noite.
O terceiro Barão Braybrooke, que herdou a casa e o título em 1825, instalou a maior parte da gigantesca colecção de mintura do palácio, enchendo as salas com mobilias, e recuperando algo do gosto Jacobeano original.

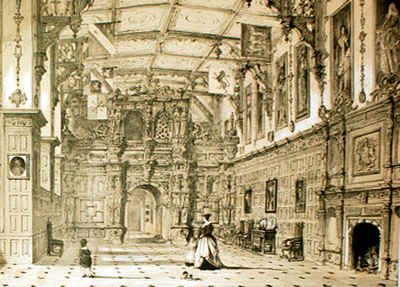
O grande hall de Audley End House.

Audley End foi requisitado durante a Segunda Guerra Mundial para ser usadopelo ramo polaco do Comando das Operações Especiais. Um memorial pelos 108 polacos que morreram ao serviço mantém-se na entrada principal. Depois da guerra, o 9º Barão Braybrooke recuperou a posse do palácio, e em 1948 vendeu-o ao  Ministry of Works, o predecessor do English Heritage.  
Lord Braybrooke mudou-se para uma casa secundária nos terrenos de Audley End, um L irregular com dois pisos com um travejamento setecentista e um centro de tijolo novecentista. Foi remodelado por Sir Albert Richardson e Eric Houfe, na década de 1950, e mais tarde alargada por Philip Jebb em 1967-1970, para o Hon. Robin Neville. A fachada Norte com duas janelas simétricas ao centro.  A histórica construção é mais visível de Sul, onde as cumeeiras do edifício primitivo podem ser vistas entra as do século XIX, na ala traseira.  O interior do palácio está decorado ao Estilo Clássico, por Dudley Poplack.